# Rhamphorrhina bertolonii
Rhamphorrhina bertolonii (лат.) — вид жуков  из подсемейства бронзовок в составе семейства Scarabaeidae. Назван в честь итальянского ботаника и энтомолога Джузеппе Бертолони (1804—1874).

## Описание
Достигают длины в 20-40 мм. Основной цвет надкрылий серый, а переднеспинка может быть ярко-зелёной или оранжево-красноватой.

## История изучения
Вид был впервые описан французским энтомологом  Ипполитом Лукасом в 1879 году.

## Распространение
Обитают в Танзании.